# بوب دريسر
بوب دريسر (بالإنجليزية: Bob Dresser)‏ هو لاعب كرة قاعدة أمريكي، ولد في 4 أكتوبر 1878 في نيوتن في الولايات المتحدة، وتوفي في 27 يوليو 1924 في دوكسبوري في الولايات المتحدة.